# 吉良友嘉
吉良 友嘉（きら ともかず、1994年7月29日 - ）は、ラグビーユニオンの選手。2023-24シーズンまで、ジャパンラグビーリーグワン静岡ブルーレヴズに所属。

## プロフィール
- 大分県出身。
- ポジションはウィング(WTB)、センター(CTB)。
- 身長 171 cm、体重 82 kg

## 略歴
臼杵ラグビースクール出身である。
2013年、日本文理大学附属高校卒業後、関東学院大学に入学する。
2016年、関東学院大学ラグビー部の副将に就任した。
2017年、関東学院大学卒業後、ヤマハ発動機ジュビロ(現・静岡ブルーレヴズ)に加入。同年8月26日に行われたジャパンラグビートップリーグ第2節の豊田自動織機シャトルズ戦に途中出場で公式戦初出場を果たす。
2024年5月、静岡ブルーレヴズを退団。

## MV出演
- Carnavacation「だれも知らない」[6]。